# مورغان تايلور
مورغان تايلور (بالإنجليزية: Morgan Taylor)‏ هو منافس ألعاب قوى أمريكي، ولد في 17 أبريل 1903 في سيوكس سيتي في الولايات المتحدة، وتوفي في 16 فبراير 1975 في روتشستر في الولايات المتحدة.

## وصلات خارجية
- مورغان تايلور على موقع الاتحاد الدولي لألعاب القوى (الإنجليزية)
- مورغان تايلور على موقع الاتحاد الأمريكي لسباقات المضمار والميدان، قاعة المشاهير (الإنجليزية)
- مورغان تايلور على موقع اللجنة الأولمبية الدولية (الإنجليزية)
- مورغان تايلور على موقع أوليمبيديا (الإنجليزية)
- مورغان تايلور على موقع قاعة آيوا للمشاهير الرياضية (الإنجليزية)